# Melyssa Ade
Melyssa Ade (Yellowknife, 7 de noviembre de 1976) es una actriz canadiense.

## Carrera
Nacida en Yellowknife, en su niñez se trasladó junto a su familia a Toronto y más tarde empezó estudios en la escuela secundaria de Earl Haig. Después de aparecer en algunos episodios de series de televisión, Ade debutó en el cine en 2001 interpretando el papel de Janessa en la película de horror Jason X.

## Filmografía

### Cine
| Año  | Título             | Rol       | Notas |
| ---- | ------------------ | --------- | ----- |
| 2001 | Jason X            | Janessa   |       |
| 2002 | Interstate 60      | Sally     |       |
| 2005 | Strange Fiction    | Tracey    | Corto |
| 2011 | Jesus Henry Christ | Profesora |       |

### Televisión
| Año     | Título                                          | Rol              | Notas                    |
| ------- | ----------------------------------------------- | ---------------- | ------------------------ |
| 1990    | Road to Avonlea                                 |                  | "The Witch of Avonlea"   |
| 1990    | Max Glick                                       | Celia Brjynski   | "Love's Labour"          |
| 1993    | Maniac Mansion                                  | Mónica           | "Ike for President"      |
| 1995    | Visitors of the Night                           | Allison          | Película para TV         |
| 1997-99 | BBS Master Control                              | Invitada         |                          |
| 1998    | Evidence of Blood                               | Ellie Dinker     | Película para TV         |
| 1999    | Psi Factor                                      | Tanis Bretzki    | "Nocturnal Cabal"        |
| 2000    | Dear America: When Will This Cruel War Be Over? | Emma Simpson     | Película para TV         |
| 2001    | In a Heartbeat                                  | Kelly            | "Power to the Pathetic"  |
| 2001    | Hitched                                         | Monique          | Película para TV         |
| 2004    | Home Beyond the Sun                             | Jenna            | Película para TV         |
| 2004    | Mutant X                                        | Kara Whitely     | "The Prophecy"           |
| 2004    | Blue Murder                                     | Francine Jeffers | "Boys' Club"             |
| 2005    | The Eleventh Hour                               | Molly            | "Special Delivery"       |
| 2005    | Confessions of an American Bride                | Fotógrafa        | Película para TV         |
| 2005    | Beautiful People                                | Paige            | "Blow Up"                |
| 2006    | Fatal Desire                                    | Cindy            | Película para TV         |
| 2006    | Angela's Eyes                                   | Dana             | "In Your Eyes"           |
| 2010    | Rookie Blue                                     | Megan Taylor     | "Girlfriend of the Year" |
| 2011    | Majority Rules!                                 | Kristal          | "Temporary Insanity"     |
| 2013    | Cracked                                         | Female Patient   | "Voices"                 |